# Börrstadt
Börrstadt là một xã thuộc thuộc huyện Donnersberg, Đức. Xã Börrstadt có diện tích 15,1 km², dân số thời điểm ngày 31 tháng 12 năm 2006 là 946 người.